# Web 3.0 (web semântica)
A Web 3.0, anunciada como a terceira onda da Internet, projeta estruturar todo o conteúdo disponível na rede mundial de computadores dentro dos conceitos de Web Semântica. Esta nova Web também pode ser chamada de "A Web Inteligente".
Recentemente surgiu como um movimento que tenta afastar a centralização da web, devido à muitos serviços como a pesquisa, redes sociais e as aplicações de bate-papo que dependem de uma única ou poucas organizações para funcionarem.

## Dados gerais
O termo Web 3.0 foi empregado pela primeira vez pelo jornalista John Markoff, num artigo do The New York Times e logo incorporado e rejeitado com igual ardor pela comunidade virtual. A principal reação vem da blogosfera. Nos diários virtuais de especialistas detratores, a crítica mais comum é a de que Web 3.0 nada mais é do que a tentativa de incutir nos internautas um termo de fácil assimilação para definir algo que ainda nem existe. Aliás, críticas idênticas já se fazem à Web 2.0.
A Web 3.0 está focada mais nas estruturas dos sites e menos no usuário. Pesquisa-se a convergência de várias tecnologias que já existem e que serão usadas ao mesmo tempo, num grande salto de sinergia. Banda larga, acesso móvel à internet, e a tecnologia de rede semântica, todos utilizados juntos, de maneira inteligente e atingindo a maturidade ao mesmo tempo.
Assim, se passaria da World Wide Web (rede mundial) para World Wide Database (base de dados mundial), de um mar de documentos para um mar de dados. Quando isso começar a acontecer de forma mais intensa, o próximo passo, num prazo de cinco a dez anos, será o desenvolvimento de programas que entendam como fazer melhor uso desses dados.
Adicionada a capacidade da semântica a um site, ele será mais eficiente. Ao se pesquisar algo, se terá respostas mais precisas.  O usuário poderá fazer perguntas ao seu programa e ele será capaz de ajudá-lo de forma mais eficiente, entender mais sua necessidade. O conceito de ”rede semântica”, proposto pelo inglês Tim Berners-Lee,  tem entre seus gurus Daniel Gruhl,  um Ph.D. em engenharia eletrônica do MIT, é especializado em "compreensão das máquinas", e  o misterioso Nova Spivack, que não revela muito sobre si, nem o nome verdadeiro, e se autodefine como empresário da alta tecnologia.
Um mecanismo de busca como o Google permite que o usuário pesquise o conteúdo de cada página,: se indicar o nome de um ator ou de um filme, todos os dados sobre este ator ou este filme aparecerão na tela. Poderá ainda utilizar a "busca avançada" para restringir um pouco mais os resultados. Mas se este usuário não se lembrar do nome do ator ou do filme, dificilmente encontrará meios de localizá-los. A Web 3.0 organizará e agrupará essas páginas, por temas, assuntos e interesses previamente expressos pelo internauta.. Por exemplo: todos os filmes policiais, que tenham cenas de perseguição de carros, produzidos nos últimos cinco anos etc.
Algumas empresas do Vale do Silício, na Califórnia, Estados Unidos, desenvolvem trabalhos nesse sentido, destacando-se o Almaden IBM Research Center, a Metaweb e a Radar Networks (de Nova Spivack). No Brasil, centros universitários vêm desenvolvendo trabalhos pioneiros para a Web 3.0 com ênfase na língua portuguesa. Paralelamente, estão em curso vários projetos académicos. 
Também se entende por Web 3.0 que se tenha acesso a internet a qualquer hora e em qualquer lugar e em qualquer dispositivo, possibilitando a troca de dados entre dispositivos.
Entre as principais características da Web 3.0 estão a inovação, navegabilidade e uma maior velocidade de informação.

## Evolução da Web
- Web 1.0: Sites com conteúdos estáticos, produzidos maioritariamente por empresas e instituições, com pouca interatividade entre os internautas. Altavista, Geocities, Yahoo, Cadê, Hotmail, DMOZ eram as grandes estrelas da internet.

A Web 1.0 apresentava dados e informações de forma predominantemente estáticas, era caracterizada pela baixa interação do usuário, permitindo pouco ou nenhuma interação – como por exemplo – deixar comentários ou manipular e criar conteúdos. As tecnologias e métodos da Web 1.0 ainda são utilizadas para a exibição de conteúdos como leis e manuais, como neste link. 
Essa geração da Web foi marcada pela produção centralizada de conteúdos – como os portais, UOL, ZAZ, Terra, AOL, e os diretórios, Yahoo, Cadê e Craigslist. Nestes portais e diretórios, o usuário era responsável pela navegação e localização de conteúdos relevantes por sua própria conta tendo predominantemente uma atuação passiva em um processo onde poucos produzem e muitos consomem, algo muito parecido com o modelo de broadcasting da indústria midiática como as TVs, rádios, jornais e revistas. Sua grande virtude foi a democratização do acesso à informação.
- Web 2.0: Conteúdos produzido pelo próprios internautas, maior interatividade online através de Blogs e sites como o Youtube, Flick, etc.

A Web 2.0, em contraste à Web 1.0, tem seu conteúdo gerado predominantemente por seus usuários em um processo onde muitos produzem e todos consomem. Um exemplo desse modelo está na Wikipédia. Outros exemplos de plataformas de conteúdo gerado pelos usuários estão nos blogs, nas redes sociais e no Youtube. Na Web 2.0, o usuário deixa de ser apenas consumidor e se torna um produtor, ou coprodutor.
Nesta versão, os mecanismos de busca se tornam mais avançados e proliferam, uma vez que não há mais espaço para listas de links em diretórios, dado o imenso volume de conteúdo. A grande virtude da Web 2.0 está na democratização da produção de conteúdo.
- Web 3.0: Esta nova geração prevê que os conteúdos online estarão organizados de forma semântica, muito mais personalizados para cada internauta, sites e aplicações inteligentes e publicidade baseada nas pesquisas e nos comportamentos.

Em 2001, Tim Berners-Lee, o criador da Web, apresenta um artigo na revista Scientific American, estabelecendo os pilares para a Web Semântica. No texto, Berners-Lee explica como dois irmãos combinam a logística do tratamento que a mãe deles precisava fazer. Nessa estória, os irmãos, usando agentes inteligentes, fazem todo o planejamento do tratamento, incluindo a marcação das consultas e a escala de caronas que os dois deveriam revezar, os agentes interagem com os sistemas das clínicas, entre si e com os dispositivos da casa. 
Na Web 3.0, as máquinas se unem aos usuários na produção de conteúdo e na tomada de ações, tornando a infraestrutura da internet de coadjuvante para protagonista na geração de conteúdos e processos. Assim, os serviços da Web 3.0, unem-se aos usuários e aos produtores profissionais na criação ativa de conhecimento. Dessa forma, com sua grande capacidade de processamento, a Web 3.0 é capaz de trazer para as pessoas e para as empresas serviços e produtos com alto valor agregado, por conta da sua assertividade e alta personalização, promovendo assim a democratização da capacidade de ação e conhecimento, que antes só estava acessível às empresas e aos governos.

## Debates em torno da Web 3.0
Muitas pessoas acreditam que os primeiros sinais da Web 3.0 já estão aí, mas levou mais de 10 anos para se fazer a transição da original Web 1.0 para a Web 2.0, e tomará o mesmo tempo, ou até mais, para uma grande mudança em que a Web tomará uma cara nova.
O termo "Web 2.0" foi cunhado em 2003 por Dale Dougherty, e se tornou popular em 2004. Se a próxima grande mudança acontecesse no mesmo espaço de tempo, entraríamos na Web 3.0 em torno de 2015. Entretanto, ainda estamos num momento em que a Web 2.0 ainda parece a melhor definição para o período atual. 
Então temos que antes ter certeza de como será a Web 3.0, e se dar conta que ainda serão experimentadas varias mudanças até que ela venha a emergir.

#### Web 3.0 como um termo de marketing
A Web 2.0 se espalhou de uma forma gigantesca, e o 2.0 acabou sendo integrado a vários outros termos, como Office 2.0, Enterprise 2.0, Mobile 2.0, Shopping 2.0, etc. E, infelizmente, parece que a utilização do termo 3.0 surge da mesma forma, antes mesmo que ela venha a ocorrer. 
E com o fim de todo o barulho gerado pelo 2.0 começaremos a ver vários sites e empresas alegando utilizar-se de um meio 3.0 tentando criar um novo mercado.